# Shaba II
Shaba II var en kort konflikt som utkämpades i den zairiska provinsen Shaba (dagens Katanga) 1978. Konflikten bröt ut den 11 maj 1978 efter att 6 500 rebeller från FNLC, en katangesisk separatistmilis, korsat gränsen från Angola till Zaire i ett försök att uppnå provinsens utträde ur den zairiska regimen under Mobutu Sese Seko. FNLC erövrade den betydelsefulla gruvstaden Kolwezi.
Mobuturegeringen vädjade om utländskt stöd och efter fransk och belgisk militär inblandning lyckades de slå tillbaka invasionen, som de hade gjort vid Shaba I 1977.
USA och Kuba påtvingade Angola och Zaire förhandlingar om en icke-aggressionspakt. Resultatet blev avslutat stöd till uppror i båda länderna. Zaire avbröt tillfälligt sitt stöd till FLEC, FNLA och UNITA och Angola förbjöd aktivitet från Shabaseparatisterna.
Samarbetet mellan USA och Frankrike blev det första militära samarbetet mellan länderna sedan Vietnamkriget.